# Spooner Row
Spooner Row är en by och civil parish i South Norfolk i Norfolk i England, i den sydöstra delen av landet, 140 km nordost om huvudstaden London. Byn är belägen 17 km från Norwich. Skapad 1 april 2019 (CP). Det inkluderar Suton och Wattlefield.